# Geoffrey W. Bromiley
Geoffrey William Bromiley (Lancashire, 7 marzo 1895 – Santa Barbara (California), 7 agosto 2009) è stato un presbitero, storico e teologo inglese, specializzato in storia della Chiesa e di fede anglicana.
Insieme a Thomas F. Torrance, tradusse in lingua inglese la serie monografica Dogmatica ecclesiale di Karl Barth.
Fu autore di numerose voci dell'edizione completamente riveduta dell'International Standard Bible Encyclopedia.
Dal 1958 fino al suo pensionamento nel 1987 è stato professore emerito di storia della Chiesa e diteologia storica presso il Seminario Teologico Fuller di Pasadena.

## Biografia
Geoffrey William Bromiley nacque nel 1915 in una famiglia cristiana che viveva presso  Bromley Cross, nel Lancashire. Aveva tre sorelle, una delle quali, Lillian (1917–71), fu una rinomata insegnante che lavorò prima in Cina e poi nella comunità cinese in Malesia.
Bromiley studiò alla Bolton School di Manchester e all'Emmanuel College di Cambridge, dove nel 1936 si laureò con lode nella parte II del tripos di lingue moderne e medievali. Negli anni dell'università fu membro dell'Unione Cristiana Intercollegiale, la più eminente organizzazione cristiana di Cambridge. Dopo la laurea, completò gli studi in teologia alla Tyndale Hall di Bristol.
Nel 1938 fu ordinato presbitero della Chiesa d'Inghilterra. Per un breve periodo prestò servizio sacerdotale nella Cumbria, finché iniziò l'attività di ricercatore in storia presso l'Università di Edimburgo, dove nel 1843 conseguì il dottorato con una dissertazione su  Johann Gottfried Herder e il Romanticismo tedesco prima di Schleiermacher.

### Carriera accademica
Concluso il dottorato, Bromiley fece ritorno alla Tyndale Hall come docente di teologia e in seguito vicepreside del college (dal 1946 al 1951).  In quegli anni conseguì il dottorato in lettere (DLitt) a Edimburgo con una tesi che fu successivamente pubblicata come Baptism and the Anglican Reformers. Nel 1961 gli fu conferito il Doctor of Divinity onorario per il suo contributo allo studio della storia ecclesiastica.
Nel 1951 abbandonò il mondo accademico per prestare servizio come rettore della chiesa di San Tommaso a Edimburgo, incarico che mantenne per sette anni. Nel 1958 fu nominato professore di storia della Chiesa e teologia storica al Seminario Teologico Fuller, dove rimase fino al suo pensionamento nel 1987.  Contribuì a lanciare il programma di dottorato in storia del seminario, supervisionando diversi studenti.  Nel 1991, al Fuller fu intitolata in suo onore una cattedra di storia della Chiesa.
Bromiley morì a Santa Barbara il 7 agosto 2009.

## Opere
- Baptism and the Anglican Reformers, 1953, Lutterworth Press.
- The Baptism of Infants, 1955, 1976 & 1977, Vine Books (Out of print, but now disponibile online (archiviato attraverso il sito della Church Society)
- Sacramental Teaching and Practice in the Reformation Churches, 1957, Eerdmans.
- Children of Promise: The Case for Baptizing Infants, 1979, Eerdmans, ISBN 978-0-8028-1797-6
- God and Marriage, 1980, Eerdmans, ISBN 978-0-8028-1851-5
- Historical Theology: An Introduction, 2000, T & T Clark, ISBN 978-0-567-22357-9
- Introduction to the Theology of Karl Barth, 2000, T & T Clark, ISBN 978-0-567-29054-0